# Theodor von Senden
Theodor von Senden (lateinisch Theodorus a Senden oder Sendanus; * um 1560 in Lübeck; † 1610 vermutlich ebenda) war ein Jurist, der Prinzen der herzoglichen Höfe von Braunschweig-Lüneburg-Dannenberg und Mecklenburg als Präzeptor bei ihrem Universitäts-Studium begleitete.

## Leben

### Herkunft aus lübischem Patriziat

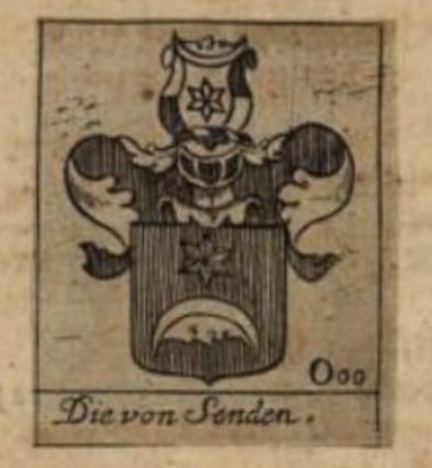
Wappen der Familie van Senden

Theodor (Dietrich, Dirk) von Senden gehörte einer sehr wahrscheinlich ursprünglich aus Westfalen (Senden im Münsterland) stammenden, über Celle und Lüneburg eingewanderten lübischen Familie an. Seine Mutter lebte noch 1593 in Lübeck, seinen Vater erwähnte er 1597 in einem Brief.
→ Zu Vernetzung der Familie „von Senden“ im Lübecker Patriziat siehe den Artikel zu Casper van Senden.
Theodor von Senden besuchte das Katharineum zu Lübeck. Rektor des Lübecker Gymnasiums war von 1581 bis 1589 der Humanist und Ramist Pancraz Krüger, der mit den Alumni der Prima Classis (Abschlussklasse) häufig öffentliche Disputationen in lateinischer und griechischer Sprache durchführte. Weitere Lehrer waren Konrektor Magister Nicolaus Vorstius († 1587), Magister Andreas Pouchenius der Jüngere (bis 1581), Georg Hennings, Kantor Magister Johann Meincke († 1597), Jakob tor Höge († 1610), Joachim Paschasius († 1608), Magister Nikolaus Balhorn, Magister Nikolaus Stintius († 1609) und Hinrich Schütte.

### Studium der Rechtswissenschaften
Am 29. April 1583 immatrikulierte sich Theodorus Sendanus Lübbeccensis zusammen mit Nikolaus Rosenau aus Lübeck in Marburg. Unter dem Vorsitz von Hermann Vultejus verteidigte er 1585 in einer Disputation Thesen zum 1. Titel des 39. Buches der Digesten. Ab dem Sommersemester 1590 studierte Theodorus a Senden Lubecensis in Frankfurt an der Oder, wo er sich mit seinen Kommilitonen Ignatius Haniel (1560–1608) und Joachim Gobbius (1562–1603) anfreundete. Der später mit allen dreien befreundete Professor für Poetik Johann Kirchmann meinte, Senden und Gobbius seien schon damals „zwei herausragende, im Schoße der Musen und Chariten hochbegabte und gebildete junge Männer“ gewesen. Als Elias Röber (1565–1599) aus Görlitz 1592 Professor für Rechtswissenschaft in Frankfurt an der Oder wurde, beteiligte sich Theodor von Senden mit einem Carmen an einer akademischen Gratulationsschrift. Im selben Jahr führte er den Vorsitz bei einer juristischen Disputation von Johann Hackelbusch († 1616). Am 20. April 1593 bezog Theodorus von Senden Lubeccensis die Universität Tübingen.

### Präzeptor der Brüder von Bredow
Ab etwa 1591 war Theodor von Senden auf Empfehlung von Ignatius Haniel, der Juriskonsulent (Rechtsrat) in Rheinsberg und ihr früherer Lehrer gewesen war, Präzeptor der Brüder Jobst (Justus) II. († 1626) und Hans von Bredow (1576–1623) zu Rheinsberg, Vehlefanz und Kremmen (Ziethen), Söhne des kurbrandenburgischen Rates Achim von Bredow (1539–1594), an den Universitäten Frankfurt an der Oder und Tübingen.

### Präzeptor Augustsd.J. von Braunschweig-Lüneburg-Dannenberg
Auf Empfehlung eines seiner Vorgänger – Martin Nordmann († 1599) aus Lübeck, der 1589 die Mutter von Joachim Jungius geheiratet und Lehrer am Katharineum geworden war, – wurde Theodor von Senden 1594 zum Präzeptor von Prinz August d. J. von Braunschweig-Lüneburg-Dannenberg (seit 1635: Braunschweig-Wolfenbüttel) berufen, war jedoch zunächst noch in Tübingen unabkömmlich. Die Entscheidung für Senden hatte Herzogin Ursula von Braunschweig-Dannenberg, geborene Prinzessin von Sachsen-Lauenburg, unter mehreren Kandidaten getroffen, unter anderem blieb der Lübecker Jurastudent Isaak Memm (Memmius; Memming) (* um 1570; † nach 1615) unberücksichtigt. Bis zu Theodor von Sendens Eintreffen in Rostock nahm – nachdem Nordmann selbst abgewunken hatte – der Professor der Moral Nikolaus Willebrand, der zur gleichen Zeit wie Senden in Frankfurt an der Oder studiert hatte, vorübergehend als Vizepräzeptor dessen Aufgaben wahr.

#### Rostock
August d. J. von Braunschweig-Lüneburg war im Sommersemester 1594 Adelsrektor der Universität Rostock. Willebrand entwarf für ihn die beiden Rektoratsreden vom 30. April und 22. Mai und auch die Abschiedsrede vom 13. September 1594, was eigentlich die Aufgabe des inzwischen eingetroffenen Präzeptors gewesen wäre. Sendens Verhalten bei Hofe gab bald nach seiner Ankunft Anlass zu Kritik. Die näheren Umstände lassen sich nicht mehr eruieren, da die betreffende Korrespondenz von Herzogin Ursula offenbar absichtlich unvollständig abgelegt wurde.

#### Jena und Tübingen

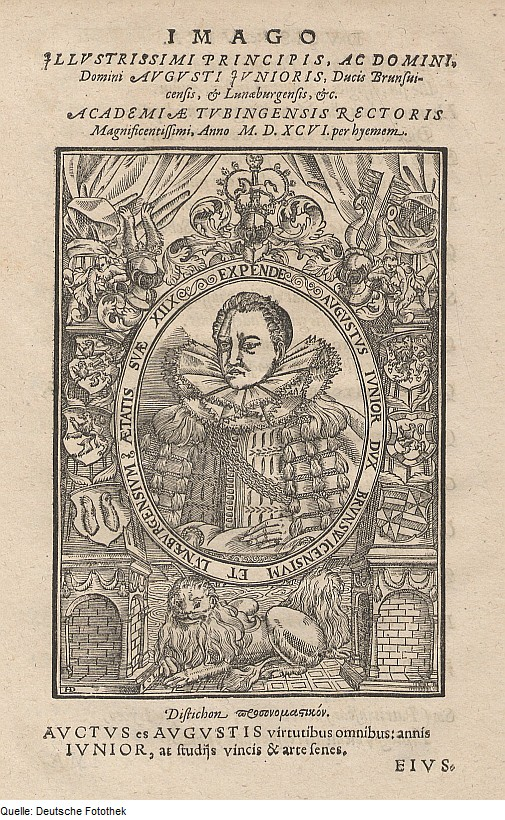
August d. J. von Braunschweig-Lüneburg als Rektor, Holzschnitt von Jakob Lederlein, 1596

Von Pfingsten 1594 bis Anfang 1598 begleitete Senden den Prinzen auf dessen Bildungsreise mit seinem Hofmeister Volrad von Watzdorf (1568–1641). Anfang 1595 war die Gruppe in Jena. Wegen der 1594/95 in Tübingen grassierenden Pest erfolgte die Ankunft dort ein halbes Jahr später als geplant. Theodorus de Synden praeceptor, Herzog August und Watzdorf immatrikulierten sich in Tübingen am 9. November 1595. Theotoricus Sonten trug sich dort in das Stammbuch von Volrad von Watzdorf ein. August wurde im 1593 neu errichteten Hochmannianum in der Pfleghofstraße untergebracht und war Tischgänger im Haus des Jura-Professors Heinrich Bocer in der benachbarten Oberen Hafengasse. Er fungierte vom 18. Oktober 1596 bis zum 3. Mai 1597 auch in Tübingen als Adelsrektor der Universität. Nach der Rektoratswahl lud Theodor von Senden die Professoren der Universität im Auftrag des 17-jährigen Prinzen zu einem Festessen ein, das in Bocers Haus ausgerichtet wurde. Erhard Cellius, Johann Rodenberg, Isaak Memm und Lorenz Frisäus (1568–1635) würdigten den Tübinger Aufenthalt der drei Reisenden zu diesem Anlass in neulateinischen Gedichten:

„Volrad von Watzdorff nämlich, dieser Edelmann hat des
Hofmeisters wicht'ges Amt inne mit hohem Lob.
Weiter Theodor Herr von Senden, der allerart Wissens
Überströmt, gibt ihm Kraft, Auftrieb zu Studien stets.
Lebe lange, gnädigster Herzog, ein Leben nach Wunsch, der
Dreifach heil'ge Gott gebe allezeit Heil.“

Martin Crusius erwähnt August d. J. von Braunschweig-Lüneburg und Senden verschiedentlich in seinem Tagebuch und berichtet von einem gemeinsamen Essen mit dem Fürsten, dem „Hofmaister, Praezeptor Theod. à Senden“, Heinrich Bocer und Reinhard von Gemmingen-Hornberg im April 1597. 1597 trug sich „Theodoricus a Senden“ in das Stammbuch von Johann Christoph Schelhammer (* um 1574; † 1637) aus Hamburg ein.
Der Altdorfer Professor für Rechtswissenschaften Konrad Rittershausen widmete den Vettern Ernst II. und August d. J. von Braunschweig-Lüneburg am 21. Dezember 1597 seine Neuausgabe von Gunther von Pairis: Ligurinus. Seu De rebus gestis Imp. Caes. Friderici Primi, PP. Aug. cognomento Aenobarbi, sive Barbarossae, libri X (1181–1186), einem panegyrischen Heldengedicht in 10 Büchern über die Taten Kaiser Friedrichs I. Barbarossa in den Jahren 1152–1160. Im Widmungsbrief hob Rittershausen unter anderem auch die Verdienste des Informators Theodor von Senden, mit dem er im Briefwechsel stehe, und des Hofmeisters Volrad von Watzdorf hervor.
Auch mit Caspar Schoppe führte Senden nach einer Begegnung in Tübingen einen Briefwechsel. Senden und Schoppe diskutierten philologische Probleme der Überlieferung und Textkritik antiker Autoren, etwa der Komödie Epidicus des Plautus oder der Briefe des Symmachus nach den heute verschollenen Handschriften Codex Fuldanus, Codex Giphanii und Codex Bertinianus. Konrad Rittershausen fragte 1598 ironisch, ob „mein Freund“ Theodor von Senden oder, was er eher vermutete, Johannes Kirchmann die Nachfolge des verstorbenen Janus Gulielmus als Fachmann für Cicero antreten würden – alle drei waren gebürtige Lübecker.

#### Verabschiedung nach Straßburg

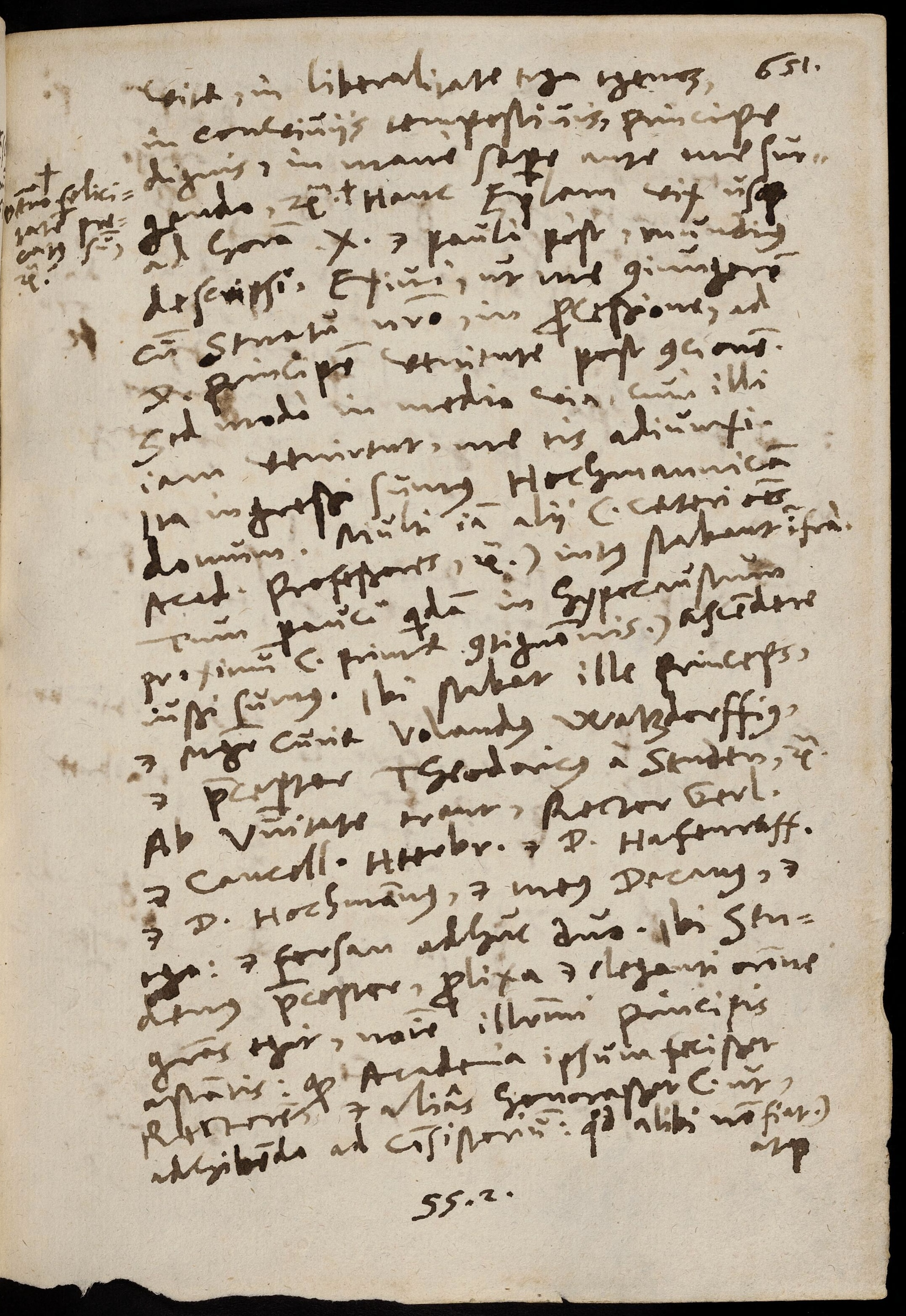
Tagebuch-Eintrag von Martin Crusius am 19. Februar 1598

Am 19. Februar 1598 zog die gesamte Universität nach der Morgenpredigt – im julianischen Kalender war der Tag ein Sonntag – in einer „Prozession“ zum Hochmann'schen Haus, um Herzog August d. J. von Braunschweig-Lüneburg, „Magister Curiae Volandus Watzdorffius“ und den Präzeptor Theodor von Senden zu verabschieden. Vor Rektor Stephan Gerlach, Kanzler Jacob Heerbrand, Matthias Hafenreffer, Johann Hochmann, Dekan Michael Ziegler und Martin Crusius dankte „der Präzeptor Sendenus in einer langen und anmutigen Rede“ (prolixa et eleganti oratione) im Namen des Herzogs, der neben ihm stand, für die erwiesenen Ehren, insbesondere die Übertragung des Rektorats. Im Auftrag des amtierenden Rektors dankte dann Erhard Cellius dem Herzog. Am anschließenden „Valet“ (Abschieds-Festessen) nahmen, über mehrere Stockwerke des Hochmannianums verteilt, unter anderem auch der 15-jährige Prinz Johann Friedrich von Württemberg (Adelsrektor des Sommersemesters 1596), die Professoren Erhard Cellius, Heinrich Bocer, Georg Burckhardt, Veit Müller, Michael Mästlin, Johann Baptist Weiganmeir und der Drucker Georg Gruppenbach teil. Auf Tafelmusik wurde verzichtet, weil der Vater des Herzogs, Herzog Heinrich von Braunschweig-Dannenberg, einen Monat zuvor verstorben war. In der darauffolgenden Woche brach die Gruppe am 25. Februar von Tübingen zur Reise nach Straßburg auf.
Von 3. März 1598 an hielt sich Herzog August mit seiner Begleitung in Straßburg auf. Auf die anschließende Reise nach Italien (Oktober / November 1598 bis August 1600) wurden Theodor von Senden und Volrad von Watzdorf nicht mitgenommen, da die finanziellen Mittel nach dem Tod des Vaters des Herzogs begrenzt waren.

### Promotion in Basel

Titelblatt der Promotionsschrift (mit eigenhändiger Widmung des Autors), Basel 1600

Einem Rat seines Vaters, nach Frankreich zu gehen, war Theodor von Senden nicht gefolgt. „Theodorus a Senden, Lubecensis“ immatrikulierte sich am 3. Oktober 1600 an der Universität Basel und wurde dort am 8. November 1600 von der juristischen Fakultät promoviert. Seine Promotionsschrift widmete er dem mecklenburgischen Rat (späteren Kanzler) Daniel Töllner (Tölern) und dem aus Lübeck stammenden brandenburgischen Geheimrat Hartwig von Stiten (1563–1621). In den 80 Thesen, die sich mit unterschiedlichen Rechtsgebieten beschäftigen, vertrat er im Sinne des Absolutismus unter anderem die Auffassung, der Fürst besitze allein die gesetzgebende Gewalt und stehe über dem Gesetz (These II). Zusammen mit Theodor von Senden aus Lübeck wurden Johann Christoph Oelhafen von Schöllenbach (1574–1631) aus Nürnberg, Friedrich III. Rentz (1575–1630) aus Augsburg, Ambrosius Pfretzschner († 1611) aus Pegau, Johannes Riedemann aus Braunschweig und Johann Friedrich Jüngler († 1632) aus Gernsheim promoviert.

### Präzeptor Adolf Friedrichs und Johann Albrechts von Mecklenburg

#### Leipzig
Im Sommersemester 1604 immatrikulierte sich Theodor von Senden (Theodorus à Senden) als mecklenburgischer Rat (Consiliarius) und Präzeptor der Prinzen Adolf Friedrich und Johann Albrecht von Mecklenburg an der Universität Leipzig. Volrad von Watzdorf war seit Ostern 1601 Hofmeister der Prinzen. Adolf Friedrich von Mecklenburg wurde am 19. November 1604 zum Adelsrektor der Universität Leipzig gewählt. Vermutlich war Senden an der Abfassung seiner Rektoratsrede beteiligt.

#### Helmstedt und Straßburg
Der Professor für Philosophie Johannes Caselius, der 1570–1574 Erzieher ihres Vaters Johann VII. von Mecklenburg in Schwerin gewesen war, begrüßte Adolf Friedrich und Johann Albrecht von Mecklenburg mit Hofmeister Volrad von Watzdorff und Erzieher Theodor von Senden 1605 an der Universität Helmstedt. 1606 und 1607 war die Reisegruppe in Straßburg. Theodor von Senden empfahl 1606 Konrad Rittershausen von Straßburg aus einen gewissen Johann Stein aus Lübeck, der sich am 22. September in Altdorf immatrikulierte. Joachim Cluten (1582–1636) aus Parchim, Bibliothekar, Professor der Geschichte und der Rechte in Straßburg, Rat und Agent von Herzog August II, widmete dem württembergischen Vizekanzler zu Mömpelgard (Montbéliard) Hektor Carray (* um 1554; † 1626) und Theodor von Senden 1608 eine Ausgabe des Juristen und Historikers François Baudouin.

### Mecklenburgischer Rat
Im Herbst 1608 begleiteten Volrad von Watzdorf und Theodor von Senden Herzog Johann Albrecht II. von Mecklenburg zum Beilager mit seiner Braut Margarete Elisabeth (1584–1616), Tochter von Herzog Christoph zu Mecklenburg und Prinzessin Elisabeth Gustavsdotter Vasa von Schweden, nach Stockholm. Theodor von Senden trug sich dort in das Stammbuch des schwedischen Unteradmirals Jakob Gottberg ein. 1610 widmete Friedrich Hartwich dem holsteinischen Landkanzler Jonathan Gutslobius (Gutsloff; 1540–1611) und den mecklenburgischen Rat Theodor von Senden eine in Rostock unter dem Vorsitz von Georg Meier († 1630) verteidigte Disputation.

### Rückkehr nach Lübeck
Theodor von Senden schlug einen Ruf auf die Nachfolge des Professors für Rechtswissenschaften Bartholomäus Cling an der Universität Rostock aus, weil er lieber in seine Heimatstadt zurückkehren und sich dort niederlassen wollte. Er starb 1610 kurz vor seiner bereits terminierten Hochzeit mit Magdalena (* um 1564; † 1646), Tochter des Lübecker Bürgermeisters Dietrich von Broemse und Witwe des Patriziers Johann von Hoeveln († 1609/10), die mit einer reichen Mitgift ausgestattet worden wäre.

## Werke
- (mit Hermann Vultejus) De operis novi nuntiatione[89] propositiones juridicae. o. O. [Marburg] 1585
- (Gratulationsgedicht) Si qua viris doctis … In: Theodor von Senden, Joachim Schmidt,[90] Viktorin Glich,[91] Johannes von Kreckwitz, Caspar von Sack,[92] Johannes Ghering,[93] Josias Neander,[94] Christoph Opitz:[95] Carmina Gratvlatoria. In Honorem Clarissimi atque Doctossimi Viri, Dn. Eliae Roberi Gorlicensis.[96] Nikolaus Voltz, Frankfurt an der Oder o. J. [1592], Bl. A2 (Scan 3 und 4) (Digitalisat der Staatsbibliothek zu Berlin)
- (mit Johannes Hackelbusch) Disputatio, ex tit. X. inst. de testamentis ordinandis,[97] cum duobus seqqn. & concord. ff. & C., ac notatis ibid per Dd. & interpp., contexta. Andreas Eichorn, Frankfurt an der Oder 1592
- Brief von Theodorus von Senden an Caspar Schoppe, o. D. [1597]. In: Gaspar Scioppius: Suspectarum lectionum libri quinque. Jodocus Pluymer, Amsterdam 1664, S. 142–145 (Google-Books)
- Propositiones iuris. Conrad Waldkirch, Basel 1600 (Digitalisat der Universitätsbibliothek Basel; Exemplar mit eigenhändiger Zueignung an Johannes Guth)